# 루비 초콜릿

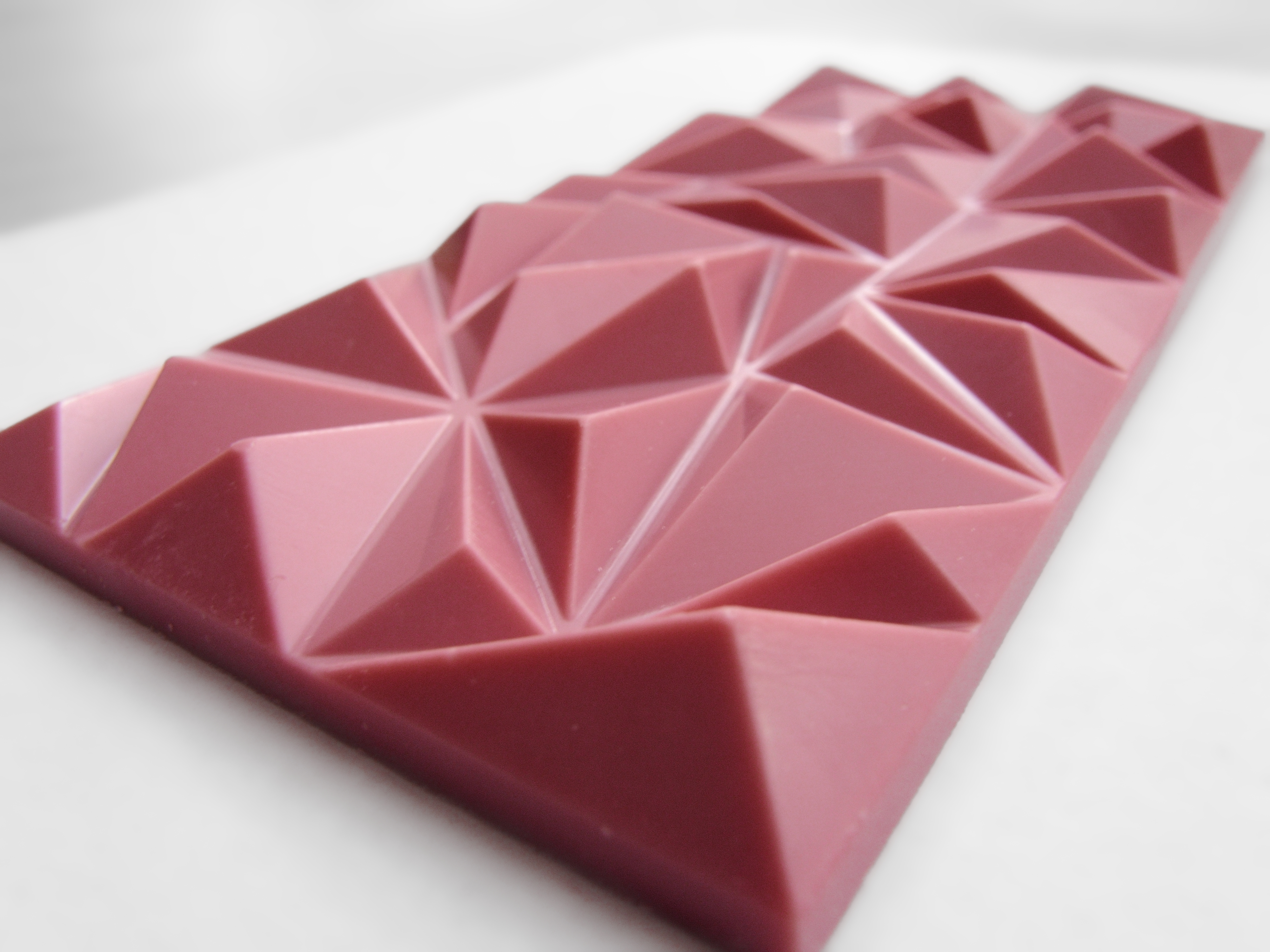
80그램 순수 루비 초콜릿 바

루비 초콜릿(Ruby chocolate)은 벨기에 초콜릿 회사인 칼리바우트에서 2017년 선보인 초콜릿의 일종이다. 다크 초콜릿, 밀크 초콜릿, 화이트 초콜릿에 이은 4세대 초콜릿이다. 2004년부터 개발이 시작되었다. 루비 초콜릿은 루비 카카오빈을 통해 만들기 때문에 인공첨가물이나 색소 없이 붉은 빛을 띈다. 원래는 골드 초콜릿이라는 노란빛이 나는 초콜릿이 4세대 초콜릿이 될 뻔 했는데, 골드 초콜릿의 특성인 노란색이 초콜릿 고유의 특성이 아니라 우유가 응고될 때 생기는 특성이여서 4세대 초콜릿이 되지 못했다. 맛은 은은한 산딸기 맛이 나면서 약간의 새콤한 맛과 단맛이 난다고 한다.

## 같이 보기
- 초콜릿